# Roodkeelwigstaarthoen
Het roodkeelwigstaarthoen (Tetraophasis szechenyii) is een vogel uit de familie fazantachtigen (Phasianidae). De wetenschappelijke naam van de soort is voor het eerst geldig gepubliceerd in 1885 door Madarász.

## Voorkomen
De soort komt voor in de Himalaya.

## Beschermingsstatus
Op de Rode Lijst van de IUCN heeft de soort de status veilig.